# 薛耀
薛耀（？—？），字弢仲，别号侗孺，福建福州府福清縣民籍。

## 生平
万历三十七年（1609年）己酉科鄉試第十七名举人，四十四年（1616）丙辰科二甲第九名进士，刑部觀政，官廣德州知州。四十七年考察去職。

## 家族
曾祖薛復性。祖父薛文昂。父薛廷楫，庠生。